# Chopper (Film)
Chopper ist ein australisches Filmdrama aus dem Jahr 2000, das von Andrew Dominik geschrieben und inszeniert wurde. Der Film basiert auf einer Autobiografie von Mark Brandon Read.

## Handlung
Mark Brandon „Chopper“ Read ist seit seinem 16. Lebensjahr ständig im Gefängnis. Weil er einen Richter entführte, um seinen Freund Jimmy Loughnan freizupressen, verbüßt er erneut eine Haftstrafe in einem Gefängnis in Melbourne. Bei seinen Mitgefangenen ist er nicht sonderlich beliebt und als er einen Mithäftling umbringt, legen die anderen Gefangenen ihr Geld zusammen und setzen eine Geldprämie auf seinen Kopf aus.
Sein Mitgefangener und bester Freund Jimmy Loughnan ergreift die Chance und versucht, Read mit einem selbstgebauten Messer zu ermorden. Read überlebt diesen Angriff und bittet den Gefängnisdirektor um eine Verlegung, um der Gefahr aus dem Weg gehen zu können. Dieser verneint jedoch seine Bitte. Um der Bitte Nachdruck zu verleihen, lässt sich Read die Ohren abschneiden.
Nach seiner Haftentlassung wirkt Read paranoid und fürchtet weiterhin um sein Leben. Er trifft sich mit seiner damaligen Freundin Tanya, von der er denkt, dass sie mit Neville Bartos, einem früheren Opfer von ihm, unter einer Decke steckt. Bartos, der Read längst wegen einer vergangenen Körperverletzung verziehen hat, lädt diesen in seine Villa und gibt sich äußerst gastfreundlich. Doch Read reagiert auf das freundliche Verhalten misstrauisch, schießt Bartos in den Bauch, raubt ihn aus und fährt ihn anschließend selbst in ein Krankenhaus. Read verbreitet des Weiteren die Lüge, dass er für die Polizei arbeite und von den Behörden einen Freifahrtschein für seine Verbrechen erhalten habe, solange er mit der Polizei zusammenarbeite.
Von Paranoia getrieben glaubt Read, dass er Ziel mehrerer Mordaufträge geworden ist. Er verdächtigt auch seinen alten Freund Jimmy Loughnan, ihn ermorden zu wollen. Um sich Gewissheit zu verschaffen, besucht er diesen, der mittlerweile zwei Kinder und eine drogensüchtige Verlobte hat. Nachdem Jimmy ihn beruhigt hat, verlässt Read in bester Laune die Wohnung seines alten Freundes, den er kurz davor noch mit einer Pistole bedroht hatte.
Nach dem Besuch Reads stellt sich allerdings heraus, dass Jimmy Loughnan doch beauftragt wurde, Read zu ermorden. Jimmy, seine Frau und ein Türke namens Sammy verfolgen darauf Read zu einem Club. In derselben Nacht tötet Read Sammy, den Türken, wobei der wahre Tatablauf im Dunkeln gelassen wird und mehrere Versionen dem Zuschauer dargelegt werden.
Den Mordvorwurf konnte Read mit Notwehr rechtfertigen. Allerdings wurde er wegen zahlreicher anderer Verbrechen erneut verurteilt. Während des Gefängnisaufenthalts schreibt er ein Buch über sein Leben in der kriminellen Unterwelt Australiens, welches sich innerhalb kürzester Zeit zu einem Bestseller entwickelt. In der letzten Szene des Films sitzt Read in seiner Zelle und schaut mit zwei Wärtern ein Interview, das er kurz davor im Gefängnis gegeben hatte, im Fernsehen an. Er brüstet sich mit seinen Taten und kämpft um Anerkennung von den Wärtern. Nach dem Ende des Interviews fragt einer der Wärter Read, ob all das stimmt, was in den Medien über ihn berichtet wird. Worauf dieser nur lacht und meint, man solle sich niemals eine gute Geschichte durch die Wahrheit versauen lassen. Die Endeinstellung zeigt den Verurteilten allein in seiner Zelle sitzend.

## Produktion
Das schwierigste an der Produktion von Chopper war die Drehgenehmigung in dem Gefängnis HM Prison Pentridge in Coburg, Victoria zu erhalten. Das Gefängnis wurde zu dieser Zeit geschlossen und durch die Verhandlung für die Drehgenehmigung verzögerte sie die Finanzierung für den Film. Deshalb verschob sich der Drehbeginn.
Um die Sterilität des Gefängnisses und den Kontrast zur Welt außerhalb des Gefängnisses zu verdeutlichen, wurde der Film in zwei Teilen gedreht. Der erste Teil des Filmes, der im Gefängnis spielt, wurde so steril wie möglich gedreht. Im zweiten Teil wurde darauf geachtet, dass viele Farben verwendet werden. Regisseur Andrew Dominik nannte dies Visual Overload. Dies wurde erreicht durch Beleuchtung, Wahl des Filmmaterials und den Farben am Set. Ein Teil der Produktion lief vom 3. Mai bis zum 26. Mai und fortgesetzt wurde der Dreh mit dem zweiten Teil, der zwischen dem 28. Juni und dem 21. Juli aufgenommen wurde.

## Auszeichnungen
| Preis                            | Kategorie                                       | Person          | Resultat  |
| -------------------------------- | ----------------------------------------------- | --------------- | --------- |
| AACTA Awards (2000 AFI Awards)   | AACTA Award Bester Film                         | Michele Bennett | Nominiert |
| AACTA Awards (2000 AFI Awards)   | AACTA Award Beste Regie                         | Andrew Dominik  | Gewonnen  |
| AACTA Awards (2000 AFI Awards)   | AACTA Award bestes Drehbuch                     | Andrew Dominik  | Nominiert |
| AACTA Awards (2000 AFI Awards)   | AACTA Award bester Hauptdarsteller              | Eric Bana       | Gewonnen  |
| AACTA Awards (2000 AFI Awards)   | AACTA Award bester Nebendarsteller              | Simon Lyndon    | Gewonnen  |
| AACTA Awards (2000 AFI Awards)   | AACTA Award beste Kamera                        | Geoffrey Hall   | Nominiert |
| AACTA Awards (2000 AFI Awards)   | AACTA Award beste Kamera                        | Kevin Hayward   | Nominiert |
| AACTA Awards (2000 AFI Awards)   | AACTA Award bester Schnitt                      | Ken Sallows     | Nominiert |
| AACTA Awards (2000 AFI Awards)   | AACTA Award beste Musik                         | Mick Harvey     | Nominiert |
| AACTA Awards (2000 AFI Awards)   | AACTA Award bestes Produktionsdesign            | Paddy Reardon   | Nominiert |
| BIFA Award                       | BIFA Award bester ausländischer Independentfilm | Andrew Dominik  | Nominiert |
| Cognac Festival du Film Policier | Kritikerpreis                                   | Andrew Dominik  | Gewonnen  |
| Cognac Festival du Film Policier | Grand Prix                                      | Andrew Dominik  | Gewonnen  |
| FCCA Awards                      | Bester Film                                     | Michele Bennett | Gewonnen  |
| FCCA Awards                      | Bester Regisseur                                | Andrew Dominik  | Gewonnen  |
| FCCA Awards                      | Bestes Drehbuch                                 | Andrew Dominik  | Nominiert |
| FCCA Awards                      | Bester Hauptdarsteller                          | Eric Bana       | Gewonnen  |
| FCCA Awards                      | Bester Nebendarsteller                          | Simon Lyndon    | Gewonnen  |
| FCCA Awards                      | Beste Nebendarstellerin                         | Kate Beahan     | Nominiert |
| FCCA Awards                      | Beste Kamera                                    | Geoffrey Hall   | Nominiert |
| FCCA Awards                      | Beste Kamera                                    | Kevin Hayward   | Nominiert |
| FCCA Awards                      | Bester Schnitt                                  | Ken Sallows     | Nominiert |
| FCCA Awards                      | Beste Filmmusik                                 | Mick Harvey     | Nominiert |
| Inside Film Awards               | Bester neuer Filmemacher (Independent)          | Andrew Dominik  | Gewonnen  |
| Inside Film Awards               | Bester Hauptdarsteller                          | Eric Bana       | Gewonnen  |
| Stockholm Film Festival          | Bronzenes Pferd                                 | Andrew Dominik  | Nominiert |
| Stockholm Film Festival          | Bester Darsteller                               | Eric Bana       | Gewonnen  |

## Besonderes
Im August 2022 präsentierte Mick Harvey zusammen mit der australischen Band Springtime im Rahmen zweier ausverkaufter Shows in Sydney und Melbourne einen neuen Live-Soundtrack zum Film.